# Parthenopoides
Parthenopoides is een geslacht van kreeftachtigen uit de klasse van de Malacostraca (hogere kreeftachtigen).

## Soort
- Parthenopoides massena (Roux, 1830)